# Artres
Artres és un municipi francès, situat a la regió dels Alts de França, al departament del Nord. L'any 2006 tenia 1.059 habitants. Limita al nord amb Aulnoy-lez-Valenciennes, al nord-est amb Préseau, a l'est amb Maresches, al sud-est amb Sepmeries, al sud-oest amb Quérénaing i al nord-oest amb Famars.

## Demografia
| 1962                                       | 1968 | 1975 | 1982 | 1990  | 1999  | 2006  |
| ------------------------------------------ | ---- | ---- | ---- | ----- | ----- | ----- |
| 995                                        | 905  | 853  | 979  | 1.087 | 1.071 | 1.059 |
| Des de 1962: població sense dobles comptes |      |      |      |       |       |       |

## Administració
| Període   | Identitat       | Partit |
| --------- | --------------- | ------ |
| 2001-2008 | Bernard Lafond  |        |
| 2008-     | Christian Lerat |        |